# Kapolcs (keresztnév)
A Kapolcs török eredetű régi magyar személynév, jelentése valószínűleg kun férfi.

## Gyakorisága
Az 1990-es években szórványos név, a 2000-es években nem szerepel a 100 leggyakoribb férfinév között.

## Névnapok
- március 24.[2]
- szeptember 29.[2]